# Пула (аэропорт)
Аэропорт Пула (хорв. Zračna luka Pula) (ИАТА: PUY, ИКАО: LDPL) — аэропорт, находящийся в 6 км от центра города Пула, Хорватия, близ. деревни Валтура, является главным аэропортом Истрии.

## Общие сведения
Активы аэропорта распределены между основными акционерами: 55 % — принадлежит государству, 15 % — Истрийской жупании, 15 % — городу Пореч, 8 % — городу Пула, 3 % — городу Лабин, 2 % — городу Ровинь, 1 % — городу Пазин, 1 % — городу Буе.
Благодаря благоприятным климатическим и погодным, а также техническим условиям аэропорт Пула является запасным аэропортом некоторых городов Словении, Италии и даже Австрии.

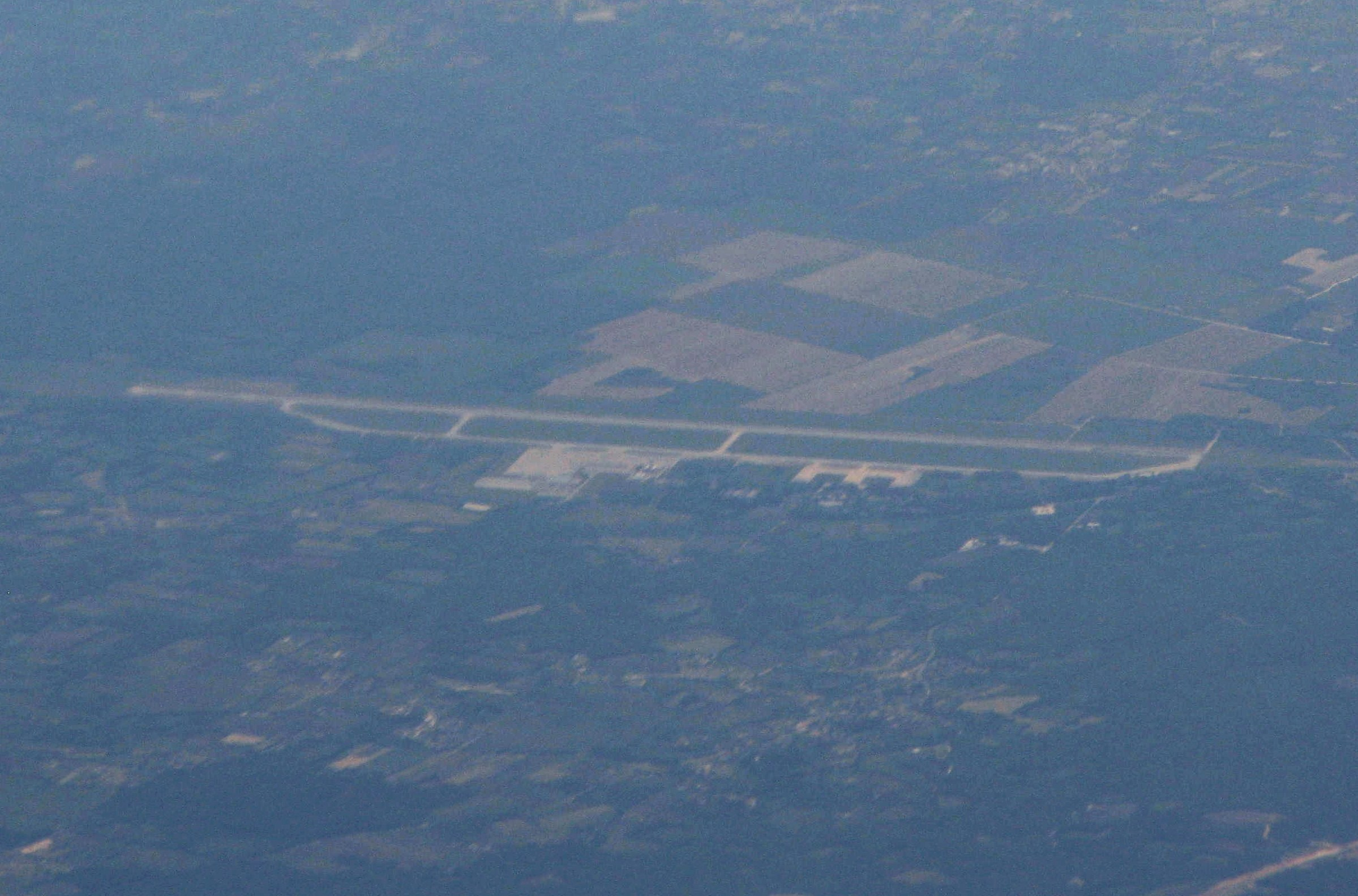
Аэрофотоснимок аэропорта Пула.

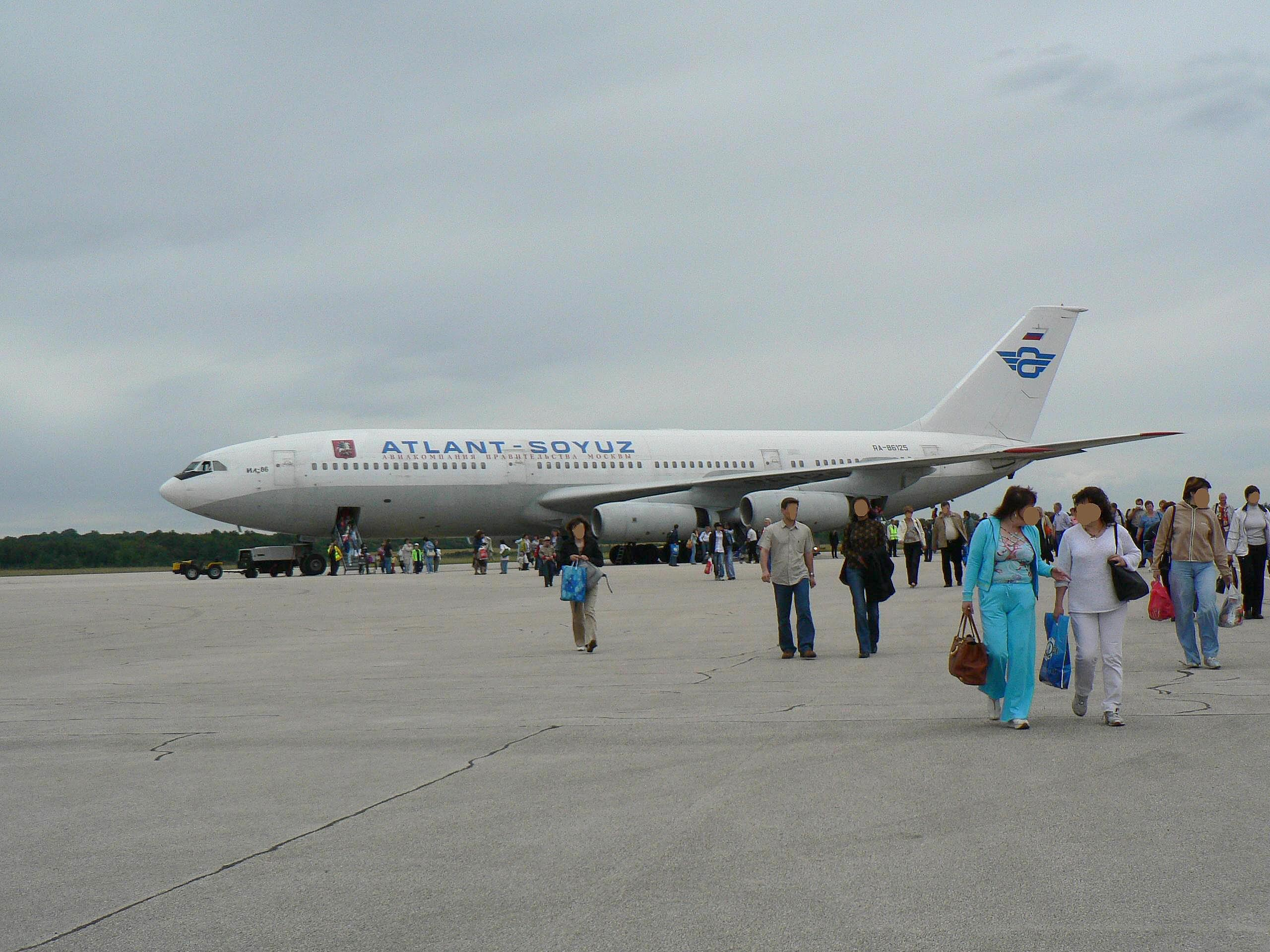
Ил-86 авиакомпании «Атлант-Союз» в аэропорте Пулы (2006 г).

Согласно анкетированию, которое в 2003 году провёл известный британский туроператор «Томсон» среди своих клиентов, аэропорт города Пула находится на первом месте по качеству услуг. По мнению путешественников из Великобритании, услуги аэропорта находятся на более высоком уровне чем, например, аэропорта Лас-Пальмас на Канарских островах, занявшего второе место в списке, а также аэропортов на Мальте, Тенерифе и Ибице.

## История[2][3]
Первый самолёт приземлился на Валтурском поле в Пуле ещё 29. июля 1911 года. В 1954 году было завершено строительство первой ВПП, после чего аэродром начал использоваться ВВС Югославской народной армии. В 1965. году началось преобразование военного аэропорта в гражданский, который начал свою работу 1. мая 1967 года в здании ангарного типа, к умланду аэропорта также относилась Любляна, поэтому аэропорт носил название «Аэропорт Любляна — Пула» (хорв. «Zračna luka Ljubljana — Pula»). В 1972. году была произведена модернизация ВПП. Значительно выросшим пассажиропотоком (к 1987. году пассажиропоток аэропорта составлял более 700 тыс. человек) была обусловлена необходимость строительства нового терминала, его возведение продолжалось с 1987. по 1989. год, он был призван увеличить пропускную способность аэропорта до 5 тысяч пассажиров в сутки и приблизительно 1 миллиона пассажиров в год при возможности одновременного обслуживания до 10 крупных воздушных судов, Однако после завершения строительства пассажиропоток в аэропорту оставался на прежнем уровне ещё в течение 10 лет (по некоторым оценкам, несколько снижался) из-за военных действий. В 1999 году начался значительный рост пассажиропотока, при этом произошли изменения в его структуре: преобладавшие туристы из стран Западной Европы были замещены туристами из стран Восточной Европы (преимущественно бывшего СССР), несколько позже началось возобновление активного авиасообщения со странами Западной Европы.
Зимой 2017 года (с 1 февраля по 15 марта) за счет средств аэропорта (60 %) и министерства моря, транспорта и инфраструктуры Хорватии (40 %) была проведена реконструкция летного поля, в том числе система огней приближения к ВПП была увеличена с 400 до 900 метров. На время выполнения работ все авиалинии были приостановлены. Данная реконструкция является частью стратегии развития аэропорта до 2039 года, призванной создать в аэропорту условия для обслуживания дальнемагистральных самолётов, выполняющих в том числе трансатлантические перелеты. Также с 2016 года встречаются упоминания о необходимости строительства нового терминала, но точная информация о планируемом начале строительства отсутствует
В мае 2021 года в аэропорт прибыл первый самолёт (Boeing 737-800) авиакомпании ETF Airways.

## Маршрутная сеть аэропорта

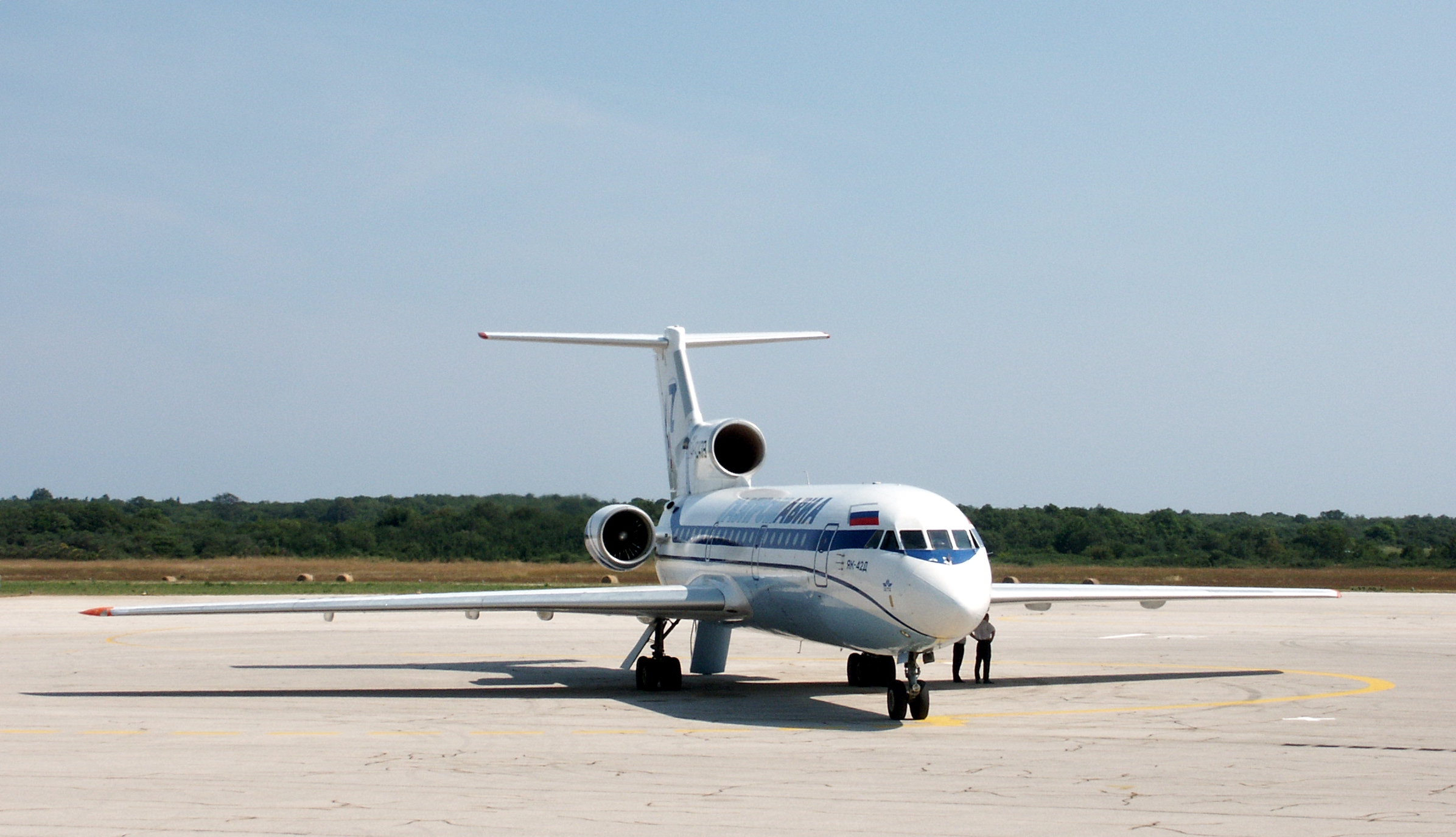
Як-42Д авиакомпании «Газпромавиа» в аэропорте Пулы (2004 г).

Данные об авиалиниях аэропорта представлены по состоянию на август 2025 года.

### Международные
Большинство международных рейсов относятся к сезонным и чартерным и выполняются на узкофюзеляжных среднемагистральных самолётах, например, Boeing 737 и Airbus A321 или ближнемагистральных региональных самолётах, например, ATR 72. Однако существует перспектива выполнения чартерных рейсов на некоторых направлениях на широкофюзеляжных самолётах с большей вместимостью, также проводится реконструкция аэропорта с целью создания условий для открытия трансатлантических авиалиний.

#### Западная Европа
- Air Dolomiti: Мюнхен, Франкфурт;
- Easyjet: Амстердам, Базель, Берлин, Бристоль, Глазго, Лондон (Гатвик & Лутон);
- Edelweiss Air: Цюрих;
- Eurowings: Гановер, Дюссельдорф, Кёльн, Штутгарт;
- Jet2: Бирмингем, Лондон (Станстед), Манчестер, Ноттингем;
- Lufthansa: Мюнхен;
- Transavia: Роттердам;
- Ryanair: Брюссель, Вена, Дюссельдорф, Лондон (Станстед), Мемминген;
- TUI: Лондон (Гатвик), Манчестер;

#### Скандинавия
- Norwegian: Копенгаген, Осло, Стокгольм;
- Ryanair: Гетёборг;
- Scandinavian Airlines: Копенгаген, Осло, Стокгольм;

#### Прочие
- Air Serbia: Белград;
- Ryanair: Катовице, Познань;

### Внутренние
Внутренние рейсы, выполняемые Trade Air, являются чартерными и обеспечивают сообщение с аэропортами Хорватии, чаще всего, только в летний период. Сообщение с Загребом и Задаром круглогодичное.
- Trade Air: Осиек, Сплит;
- Croatia Airlines: Загреб, Задар;

## Особенности и изменения маршрутной сети

### Возобновление авиасообщения с Сербией
С 2006 года велись переговоры о возобновлении полетов между Пулой и Белградом. Во времена существования Югославии между этими двумя городами были ежедневные перелёты, но после войны в Хорватии и политической враждебности между Хорватией и Сербией, перелёты между этими соседними государствами не осуществляются. В ходе переговоров авиакомпания Jat Airways предложила перелёты из Белграда два раза в неделю, начиная с мая 2008 года. С июня 2014 года Air Serbia начала выполнение регулярных сезонных рейсов сообщением Белград — Пула.

### Приостановка авиасообщения с Россией
До введения ограничений на перелеты российских авиакомпаний в воздушном пространстве ЕС в 2022 году, рейсы в Пулу выполняли несколько российских авиакомпаний в том числе Аэрофлот, S7 Airlines, Уральские Авиалинии, Red Wings. Значительное увеличение количества рейсов в Пулу произошло в 2021 году, скорее всего, в результате перенаправления туристического потока из других европейских курортных направлений на фоне введенных ограничений из-за пандемии COVID-19.

## Статистика перевозок[16][17][18]
Пассажиропоток аэропорта показывал активный рост с 1999 года вплоть до введения ограничений, связанных с пандемией COVID-19, в основном за счет расширения маршрутной сети. После снятия ограничений пассажиропоток продолжает быстро восстанавливаться, к 2026 году пассажиропоток ожидается на уровне 2017 года.